# マリー＝ギエルミーヌ・ブノワ
マリー＝ギエルミーヌ・ブノワ（Marie-Guillemine Benoist、結婚前の名:Marie-Guillemine de Laville-Leroux、1768年12月18日 - 1826年10月8日）はフランスの画家である。「新古典主義」の画家の一人である。

## 略歴
パリで役人の娘に生まれた。12歳の1781年から有名な女性画家、エリザベート＝ルイーズ・ヴィジェ＝ルブランに学んだ後、1786年に妹のマリー・エリザベート(Marie-Élisabeth Laville-Leroux) と新古典主義の画家、ジャック＝ルイ・ダヴィッドの工房で学んだ。

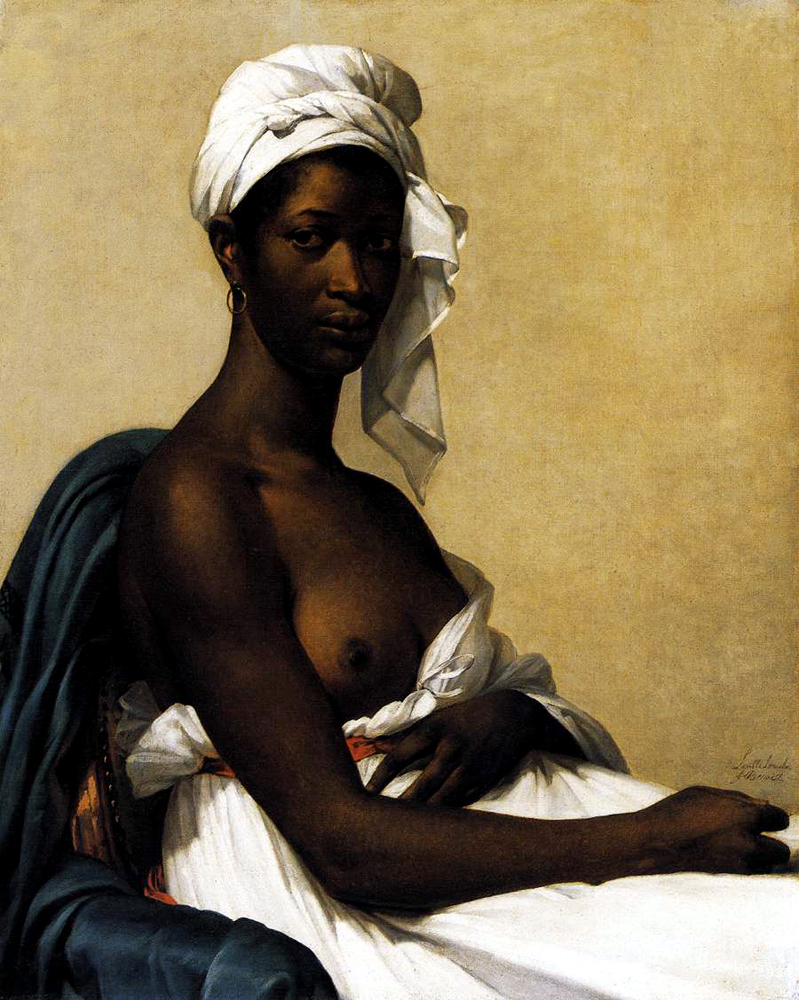
マリー＝ギエルミーヌ・ブノワ作、『黒人女性の肖像』(1800)、ルーブル美術館

1791年にサロン・ド・パリに初めて出展した。1793年に貴族で銀行家のブノア伯爵(Vincent Pierre-Benoist)と結婚した。フランス革命後の1800年に代表作の『黒人女性の肖像』を描いた。 奴隷制度廃止の6年に描かれたこの絵画は、黒人の解放と同時に女性の解放を象徴する作品とみなされている。この絵は1818年に政府に買い上げられた。当時第一統領であったナポレオン・ボナパルトの依頼を受け、ナポレオンの家族の肖像画も描いた。
王政復古になり夫のブノア伯爵が国務院のメンバーに選ばれ、さまざまな公職につくようにると夫の政治的立場を優先して、マリー＝ギエルミーヌ・ブノワは芸術活動から離れた。

## 作品

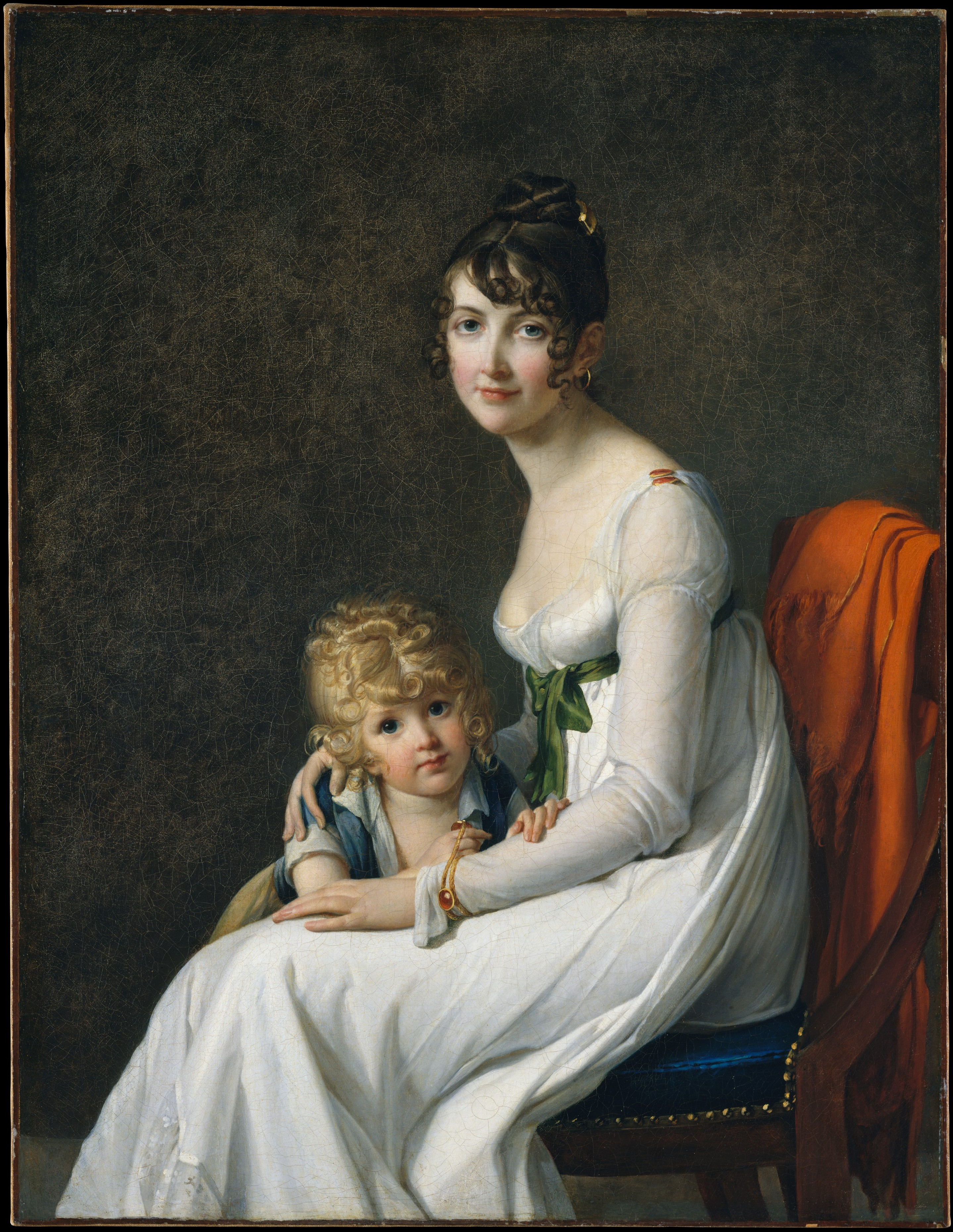
Madame Philippe Panon Desbassayns de Richemont
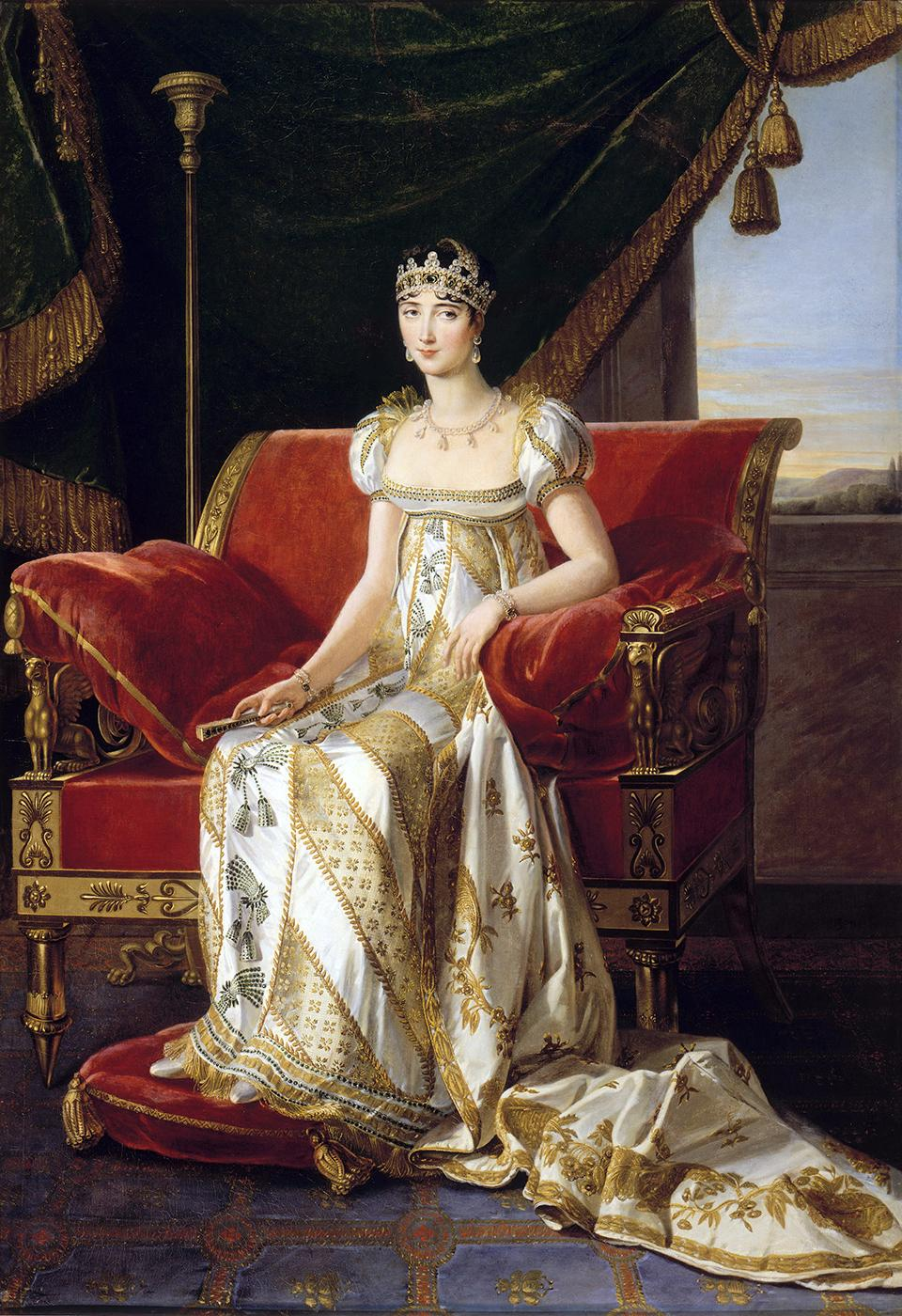
ポーリーヌ・ボナパルト
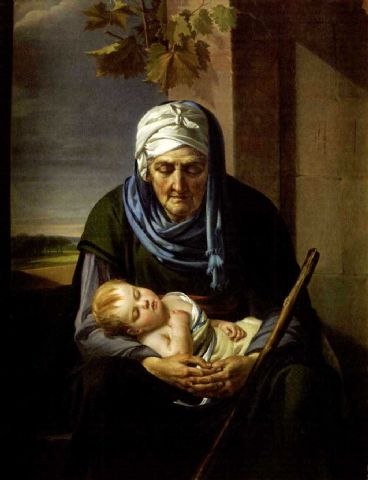
眠る子供と老人
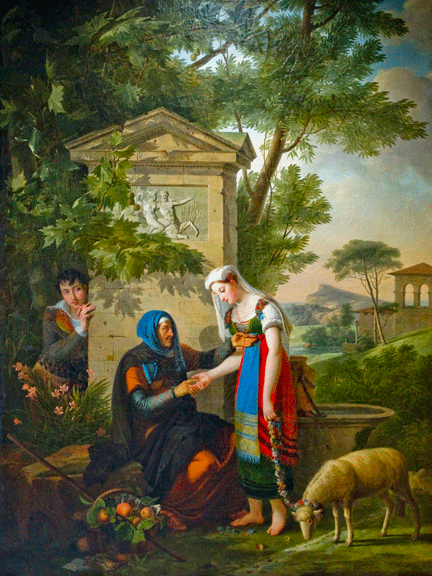
占い師